# Eugène Barthe

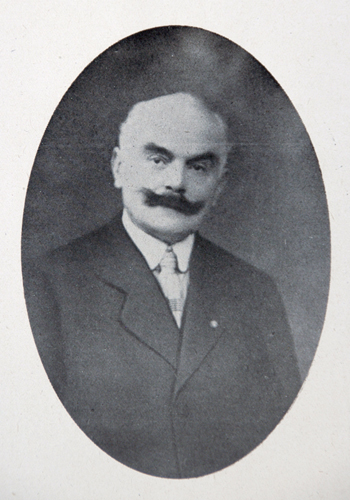
Eugène Barthe

Eugène Barthe (ur. 1862, zm. 1945) – francuski entomolog, specjalizujący się w koleopterologii.
Mieszkał w Vienne (Isère), gdzie utworzył czasopismo Miscellanea Entomologica. W 1918 przeprowadził się do domu swojego ojca w Castanet-Tolosan (Haute-Garonne). Obok redagowania czasopisma tworzył także książki, ukazujące się jako suplementy Miscellanea Entomologica. Poświęcone były faunie chrząszczy Francji (w tym Korsyki) oraz Doliny Renu.

## Prace
- 1896 – „Catalogus Coleopterorum Galliae et Corsicae”, 220 stron
- 1909–1924 – „Faune Franco-Rhénane. Carabidae”, 536 stron
- 1920–1936 – „Faune Franco-Rhénane. Adephaga”, 472 stron, 815 rysunków
- 1922 – „Faune Franco-Rhénane. Liodidae”, 119 stron
- 1926 – „Faune Franco-Rhénane. Heteroceridae”, 35 stron, 22 rysunków
- 1926 – „Faune Franco-Rhénane. Georyssidae”, 12 stron, 9 rysunków
- 1927 – „Faune Franco-Rhénane. Dryopidae”, 74 stron
- 1928 – „Faune Franco-Rhénane. Throscidae”, 23 stron, 10 rysunków
- 1928 – „Faune Franco-Rhénane. Cerophytidae, Eucnemidae”, 48 stron
- 1931 – „Faune Franco-Rhénane. Cicindelidae”, 41 stron, 23 rysunków